# Kockum (släkt)
För andra betydelser, se Kockum.
Kockum är en svensk släkt.

## Historik

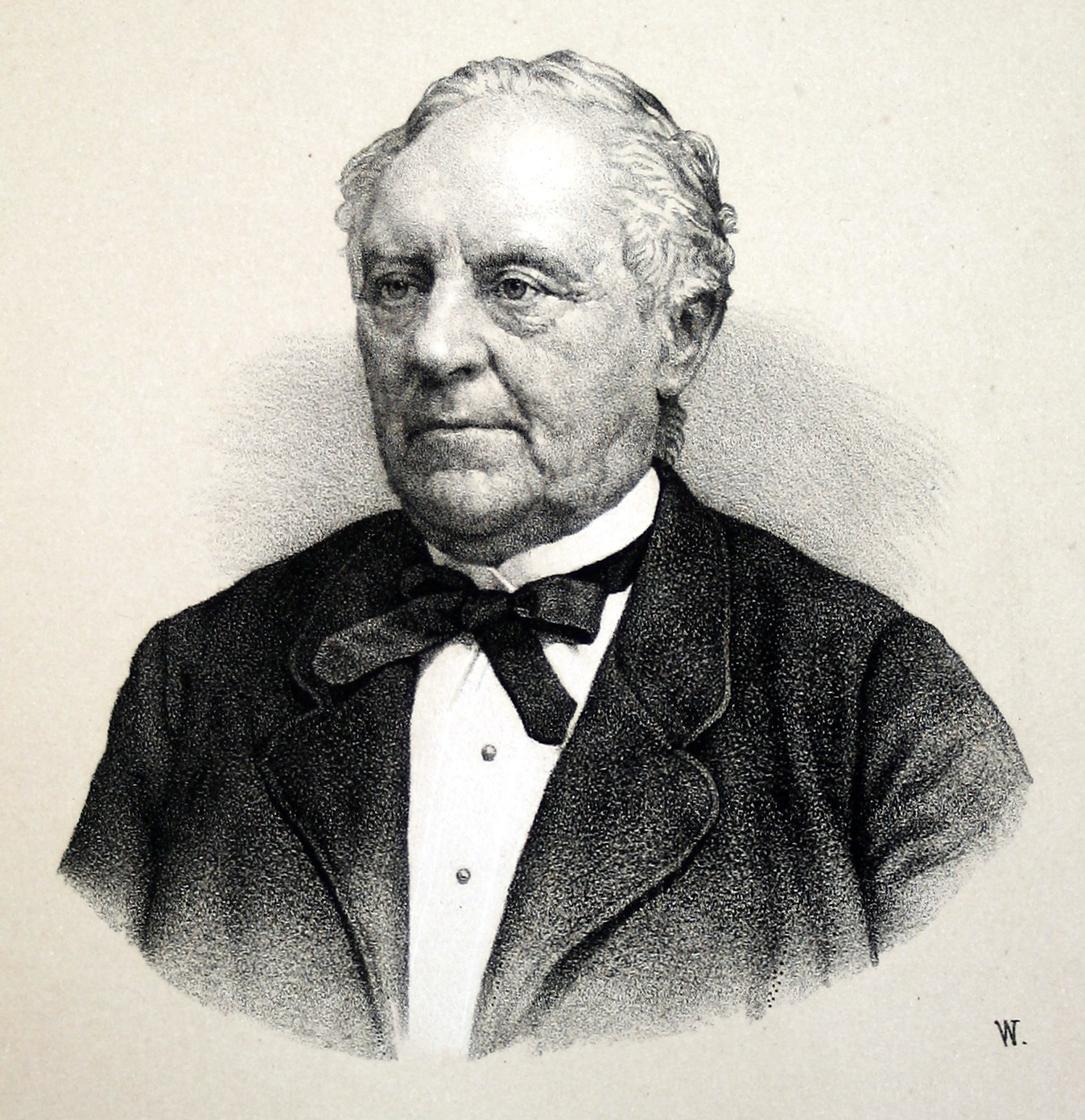
Frans Henrik Kockum d.ä. år 1875.

Släkten härstammar från Ditmer fällberedare (garvare; död 1658), som avlade borgared i Kristianstad 1616 och i skiftesprotokoll 1658 kallas Ditmer Hemmingsson. Han var far till handels- och rådmannen Henrik Kockum (d. 1677) i Kristianstad. Dennes son handels- och rådmannen Jöns Kockum (omkr 1670–1739) i Kristianstad var far till rådmannen och gästgivaren Henrik Kockum (1717–1779) i Kristianstad, som långa tider vikarierade som borgmästare men vanskötte detta ämbete och 1770 avsattes som gästgivare.

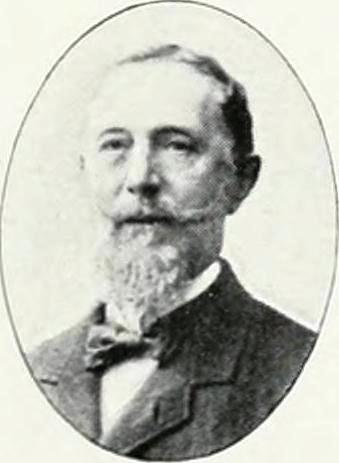
Frans Henrik Kockum d.y.

Kockum etablerade sig under 1820-talet som en handels- och industriidkare i Malmö. Frans Henrik Kockum byggde upp en stor förmögenhet genom satsning på tobaksfabrikation. Tack vare detta kunde han år 1840 etablera en mekanisk verkstad (Kockums Mekaniska Werkstad, aktiebolag 1866) som inledningsvis främst tillverkade lantbruksredskap, bränneriapparater, spisar, lokomobiler, äggkläckningsmaskiner, spottkoppar, ugnar och massor av olika gjutna detaljer samt från 1859 även järnvägsvagnar.

## Stamtavla över kända medlemmar av släkten Kockum
- Lars Kockum (1719–1790), sämskmakarmästare, rådman i Malmö, riksdagsman
  - Henrik Kockum (1748–1825), sämskmakarmästare, Malmö
    - Christian Petter Kockum (1771–1828), garvare
      - Anna Julia Kockum (1839–1921), konstnär, Göteborg

    - Lorens Kockum (1773–1825), köpman, gift med en dotter till Frans Suell
      - Frans Henrik Kockum den äldre (1802–1875), industriman
        - Lorens Petter Kockum (född 1834), industriman
          - Frans Henrik Kockum (1878–1941), industriman
            - Gunnar Kockum (1913–1991), industriman

        - Gottfried Wedig Georg Kockum (1838–1875), kontorschef
          - Carl Kockum (1868–1902), industriman
            - Herbert Kockum (1899–1960), arkitekt

        - Frans Henrik Kockum den yngre (1840–1910), industriman
          - Erik Kockum (1889–1960), industriman

    - Johan (Jan) Daniel Kockum (1787–1854), gårdsägare
      - Peter Kockum (1821–1891), godsägare
      - Johan Henrik Berndt Kockum (1830–1904), godsägare
        - Axel Kockum (1869–1958), apotekare

      - Ludvig Kockum (1835–1905), godsägare, politiker

    - Bernt Kockum, (1788–1870. Ekonomidirektör och godsägare till Fredriksberg, gift med Maria Elisabet Malmros (dotter till handelsmannen Per Malmros som bland annat ägde Hedmanska gården på Lilla Torg, Malmö).